# Guajataca (San Sebastián)
Guajataca es un barrio ubicado en el municipio de San Sebastián en el estado libre asociado de Puerto Rico. En el Censo de 2010 tenía una población de 603 habitantes y una densidad poblacional de 59,44 personas por km².

## Geografía
Guajataca se encuentra ubicado en las coordenadas 18°21′20″N 66°55′25″O / 18.35556, -66.92361. Según la Oficina del Censo de los Estados Unidos, Guajataca tiene una superficie total de 10.14 km², de la cual 9.41 km² corresponden a tierra firme y (7.25%) 0.74 km² es agua.

## Demografía
Según el censo de 2010, había 603 personas residiendo en Guajataca. La densidad de población era de 59,44 hab./km². De los 603 habitantes, Guajataca estaba compuesto por el 92.87% blancos, el 2.16% eran afroamericanos, el 3.32% eran de otras razas y el 1.66% pertenecían a dos o más razas. Del total de la población el 99.17% eran hispanos o latinos de cualquier raza.